# Organpipe Point
Der Organpipe Point (englisch für Orgelpfeifenspitze) ist eine markante, zerklüftete und bis zu 70 m hohe Landspitze mit ostwestlicher Ausrichtung an der Nordostküste der Livingston-Insel im Archipel der Südlichen Shetlandinseln. Sie liegt zwischen der Charybdis Cove und der Griffin Cove.
Das UK Antarctic Place-Names Committee benannte die Landspitze 1998 deskriptiv. Namensgebend sind ihre nahezu vertikal aufragenden Doleritsäulen, die wie Orgelpfeifen angeordnet sind.